# وان غانغ
وان غانغ (في الصينية المبسطة: 万钢; في الصينية التقليدية: 萬鋼; نظام بينيين: Wàn Gāng، من مواليد أغسطس 1952) هو خبير صيني في السيارات وسياسي متقاعد. كان سابقًا رئيسًا لجامعة تونغجي (2002-2007)، ووزيرًا للعلوم والتكنولوجيا، ورئيسًا لحزب الصين للمصلحة العامة الصيني، ونائبًا لرئيس المؤتمر الاستشاري السياسي للشعب الصيني (2008-2023).

## سيرة شخصية
تخرج وان غانغ من جامعة نورث إيست فورستري الصينية. في عام 1979، أنهى دراسته العليا في الميكانيكا التجريبية في معهد أبحاث النظريات الإنشائية بجامعة تونغجي وحصل على درجة الماجستير في عام 1981.
في نفس العام، مكث في الحرم الجامعي وقام بتدريس الرياضيات والميكانيكا. في عام 1985، ذهب إلى ألمانيا بصفته باحثًا زائرًا ومرشحًا لدرجة الدكتوراه في قسم الهندسة الميكانيكية في جامعة كلاوستال للتكنولوجيا وحصل على درجة الدكتوراه (دكتور-إنغ) بامتياز بعد خمس سنوات.
في عام 1991، بدأ وان العمل في شركة أودي الألمانية، حيث كان مسؤولاً عن التمثيل الافتراضي للكمبيوتر للسيارات في قسم البحث والتطوير. سرعان ما أنشأ نظام تطوير تلقائي مميز للشركة. في عام 1996، تمت ترقيته إلى مدير تقني في قسم الإنتاج والتكنولوجيا، وتولى مسؤولية تكنولوجيا التصنيع المعلوماتي بالإضافة إلى الإدارة. سهلت قيادته ومساهمته في العديد من الابتكارات التكنولوجيةفي إنتاج سيارة أودي A4، حيث تعتبر سيارة من الجيل الجديد، وبالتالي الى كسب الشركة أرباحًا اقتصادية ضخمة. في عامي 1994 و1995، تمت دعوته على التوالي كأستاذ زائر ومشرف دكتوراه في جامعة كلاوستال للتكنولوجيا في ألمانيا وجامعة تونغجي في الصين. بموجب تعليماته، نجح مرشحو الدكتوراه الألمان في تنفيذ مشروع بحثي عن خلايا الوقود وملأوا الفراغ في هذا المجال في ذلك الوقت.
في عام 2000، قدم وان اقتراحًا استراتيجيًا ("فيما يتعلق بتطوير الطاقة النظيفة الجديدة للسيارات كخط انطلاق للقفزة إلى الأمام في صناعة السيارات الصينية") إلى مجلس الدولة الصيني لتطوير نوع جديد من السيارات التي يتم دفعها بواسطة وقود نظيف، بهدف دخول صناعة السيارات الصينية إلى مرحلة جديدة. حظي اقتراحه باهتمام ودعم وزارة العلوم والتكنولوجيا ولجنة الدولة الاقتصادية والتجارية. بحلول نهاية عام 2000، عاد إلى الصين بناءً على دعوة من وزارة العلوم والتكنولوجيا وتم تعيينه رئيسًا للعلماء وقائد مجموعة مشاريع السيارات الكهربائية الرئيسية لبرنامج 863 التي تم اطلاقة من قبل وزارة العلوم والتكنولوجيا. كذلك تولى مسؤولية المشرف الرئيسي للتعامل مع الجزء الأكثر اهمية في هذا المشروع - تطوير سيارة سيدان تعمل بخلايا الوقود، والتي تتعامل مع أكثر التقنيات تعقيدًا بالإضافة إلى أثقل حمل عمل. تم ترشيح هذا المشروع كواحد من "أعظم عشرة تطورات علمية وتكنولوجية للمدارس العليا الصينية في 2005". 
في عام 2002، عمل وان كمساعد رئيس جامعة تونغجي. في عام 2003، عمل كنائب (بالنيابة) رئيس جامعة تونغجي؛ وفي يوليو 2004، عمل كرئيس لجامعة تونغجي.  كما كان العميد المؤسس لمركز هندسة السيارات للطاقة الجديدة في جامعة تونغجي.
كان وان عضو اللجنة الدائمة للمؤتمر الاستشاري السياسي العاشر للشعب الصيني. وكان رئيسًا لحزب الصين للمصلحة العامة منذ ديسمبر 2007 ونائبًا للرئيس في جمعية العلوم والتكنولوجيا في شنغهاي منذ عام 2006.
تم تعيين وان وزيرًا للعلوم والتكنولوجيا في جمهورية الصين الشعبية في 27 أبريل 2007.  وكان أول وزير في مجلس الوزراء من حزب غير شيوعي منذ أواخر السبعينيات عندما أطلقت الصين حملة الإصلاح والانفتاح الاقتصادي. 